# Maxanapis bellenden
Maxanapis bellenden är en spindelart som beskrevs av Norman I. Platnick och Forster 1989. Maxanapis bellenden ingår i släktet Maxanapis och familjen Anapidae.
Artens utbredningsområde är Queensland. Inga underarter finns listade i Catalogue of Life.